# Токтосунова, Гульчахра Искендеровна
Токтосунова Гульчахра Искендеровна (30 сентября 1947 – 19 июля 2024) – искусствовед, член Союза Художников СССР и Союза Художников Кыргызской республики, заслуженный деятель культуры Кыргызской Республики, академик, член-корреспондент, доцент кафедры искусствоведения Национальной Академии художеств Кыргызской республики, исследователь в области вопросов развития различных жанров кыргызского искусства, многие годы заместитель директора по научной работе в Кыргызском Национальном музее изобразительных искусств (КНМИИ) им.Г. Айтиева.

## Биография
Родилась в городе Фрунзе Киргизской ССР в семье служащих. В 1958-м году трагически погиб отец, партийный деятель Токтосунов Искендер, покинув многодетную семью из девяти детей с матерью Саитбаевой Арзы. Семья переехала из села Покровка в город Талас, где дети окончили среднюю школу. В 1965-м году поступила и в 1968-м году окончила Фрунзенское художественное училище имени С.А. Чуйкова. В 1968-м году поступила в Ленинградский художественный институт архитектуры, скульптуры и живописи имени И.Е. Репина и в 1973-м году окончила в нём факультет теории и истории искусства, защитив на «отлично» дипломную работу по теме «Орнамент – основное изобразительное средство тюркских народов», получила квалификацию искусствоведа.
С 1974-го по 1985-й годы работала в системе Министерства культуры Калмыцкой АССР главным хранителем галереи.
В 1985-м году переведена в Киргизию, где была оформлена в должность референта, а затем заведующий секциями Союза художников Киргизии.
В 1991-м году была принята в Союз художников СССР и Союз художников Киргизии.
В период с 1992 по 1999 годы работала в Академии наук Кыргызской республики в Отделе литературоведения и искусства.
1995 - 2009 годы работа в Кыргызском Национальном музее искусств имени Гапара Айтиева в должности заместителя директора по научной работе.
С 2000 по 2023 годы преподаватель теоретических дисциплин Академии художеств Кыргызской республики.

## Семья
Отец – Токтосунов Искендер (1920 – 1957), партийный работник, трагически погиб, спасая в реке тонущего товарища.
Мать – Саитбаева Арзы Хамидовна (1920 – 2002), заведующая библиотекой, работала учителем начальных классов в среднеобразовательной школе города Талас.
Супруг – Цуцкин Евгений Васильевич (1948 - 2014), российский археолог, историк, географ, естествоиспытатель, координатор Центра Льва Гумилёва в Калмыкии, один из организаторов Проекта Новые Скифы и Движения по защите прав народов. Был членом Президиума Всероссийского общества Охраны исторических памятников и Союза журналистов России, а также других общественных экологических организаций. Близкий друг и научный руководитель ряда экспедиций известного путешественника Федора Конюхова.
Дочь – Алябьева Анна Евгеньевна (18 августа 1973 г.), – родилась в городе-герое Волгограде Российской Федерации, – скрипачка, выпускница Кыргызской Национальной консерватории им.К.Молдобасанова, артистка Эстрадно-симфонического оркестра им. Ч.Кожомжарова Кыргызской Национальной филармонии им.Т.Сатылганова, лауреат общественной премии «Народное признание» проекта «Выбор года», отличник культуры КР, автор-сценарист концертов и ведущая культурно-образовательных проектов.

## Научная деятельность
В период с 1974 по 1985-й годы, помимо газетных статей, вышли в свет первые публикации. Это творческие портреты «Виктор Ургадулов», «Александр Поваев» из серии «Художники Калмыкии». Впервые был составлен «Путеводитель по памятным местам Калмыкии «Навечно в камне». Вышеперечисленные публикации были изданы Калмыцким книжным издательством с 1979-го по 1981-й годы. К 70-летию ведущего калмыцкого художника Гарри Рокчинского в журнале «Теегин Герл» («Степные огни», №1, 1982 г.) юбиляру была посвящена статья «Живая палитра мастера».
В 1991-м году была принята в Союз художников СССР и Союз художников Киргизии, и в предстоящее десятилетие, перейдя в Академию наук в Отдел литературовеления и искусства сосредоточилась на научной работе. Отдел на тот момент уже точно определился в своем названии, став национальным центром манасоведения и художественной культуры, что обязывало научных сотрудников осознать значимость идентичности истории, языка, других национальных признаков и особенностей кыргызского народа.
Весьма актуален в период 10-летия страны после распада СССР сборник, посвященный анализу многообразных явлений художественной жизни Кыргызстана, которые рассматриваются в теоретическом аспекте. В частности, исследуются вопросы развития различных жанров национального искусства в связи с выявлением их особенностей.
Гульчахру Токтосунову всегда привлекало народные искусство – современное и традиционное. Попытка проанализировать его выразилась в статье «Кыргызское современное народное искусство: определение и классификация» для сборника «Некоторые аспекты изучения кыргызского искусства», Выпуск 1. (Академия наук Кыргызской республики, г. Бишкек, 1993 г.) Во втором выпуске сборника были опубликованы последующие статьи о народном творчестве кыргызов, это: «Взгляд на проблему развития и пути её решения». А также: «К проблемам семантики кыргызского орнамента в его исторической динамике».
Одновременно с этим Г.И. Токтосунова участвовала в конференциях, проводимых Академии наук КР и учебными заведениями – Кыргызским Государственным университетом строительства и архитектуры (КГУСТА), Национальной Академией художеств им.Т. Садыкова (НАХ КР) с темами: «60-летие Ч. Айтматова», «К дням эпоса «Манас», вступительные статьи к выставке в каталог «Дни культуры Кыргызстана в России» (Государственный музей искусств народов Востока, г. Москва, 2003 г.)
В середине девяностых годов 20 века в преддверии третьего тысячелетия актуализировалась идея подведения итогов в культурной жизни столицы. В этой связи Г.И. Токтосунова была приглашена на работу в Кыргызский Национальный музей искусств имени Гапара Айтиева на должность заместителя директора по научной работе. У музея открывалась возможность сотрудничества с фондами, поддерживающими культуру: «Сорос», «Мээрим», и др.
Были намечены планы по изданию альбома музея («Алтын казына», путеводителя, каталогов, готовящихся выставок. По проведению конференции «Музей 21-го века: концепция музейно-педагогической деятельности». Всё это было выполнено и намечены новые цели. В 2000-е годы пришла на работу преподавателем теоретических дисциплин Академии художеств кыргызской республики. За спиной был уже накоплен опыт преподавания в СПТУ-92, Кыргызский техническом университете имени Раззакова, КГУСТА, и опыт написания рецензий к дипломным работам выпускников КГХУ им.С.А.Чуйкова, составлены учебные планы, разработаны творческие проекты. Часть из них выполнялось в виде археологических и этнографических экспедиций, преследующих познавательную, научно-исследовательскую цели. Для музеев велась собирательская работа.
Общий стаж исследовательской, научной и творческой деятельности составляет 50 лет. Более 70-ти публикаций отмечены названиями издательства и выпуском года. Проработаны лекции по темам: «Искусство Кыргызстана», «История дизайна», «Мировое искусство» (для модельеров), «История костюма».
Список разработанных для КГУСТА программ:
1.     Введение в изучение искусства. 1 семестр
2.     Основы теории искусства
3.     Искусство западного средневековья. 4 семестр
4.     Исусство эпохи Возрождения. 5 и 6 семестры
5.     Народное искусство. 3 семестр
6.     История Декоративно-прикладного искусства. 5 семестр
7.     Визуальная семиотика. 7 семестр

## Звания и награды
- За заслуги в области культуры и искусства республики присвоено почётное звание «Заслуженный деятель культуры Кыргызской республики», № ПЖ-334, октябрь 2004 г. Президент Кыргызской республики Аскар Акаев.
- 21 сентября 2005г. избрана член-корреспондентом Национальной Академии художеств Кыргызской республики. Тургунбай Садыков, учёный секретарь президиума НАХ КР Б.Будайчиев.
- Решением Национальной Академии художеств Кыргызской республики от 24 декабря 2009 г. присвоено учёные звание Доцента по специальности «Искусство».
- Решением учёного совета 20 октября 2015г. избрана Действительным членом Национальной Академии художеств Кыргызской республики им. Тургунбая Садыкова.
- Награждена Почётной грамотой за особый вклад в разработку и утверждение технической спецификации государственной символики Кыргызской республики, тесное сотрудничество по реализации государственной политики в области предоставления государственных регистрационных услуг населению республики. 3 мая 2017 г., № 47, зам.председателя Государственной регистрационной службы при ПКР К.К.Шамканов.

## Список научных трудов и публикаций
1978 г. - Александр Поваев, Калмыцкое книжное издательство, Элиста.
1979 г. - Виктор Ургадулов. Калмыцкое книжное издательство, Элиста.
1980 г. - Навечно в камне. Путеводитель. Калмыцкое книжное издательство, Элиста. – С. 13-14.
1982 г. - Живая палитра мастера. Очерк творчества народного художника РСФСР Г.О. Рокчинского. Журнал "Теегин герл" ("Степные огни") с. 118-122.
1978 г. - Щедрая палитра. Об осенней выставке произведений калмыцких художников. Советская Калмыкия.
1980 г. - Первая выставка скульптуры. Советская Калмыкия.
1978 г. - Делиться Искусством как радостью. Советская Калмыкия.
1978 г. - Подарок на память. О проблемах народных художественных промыслов калмыков. Комсомолец Калмыкии.
1978 г. - О выставке произведений ленинградских художников в Калмыкии.
1980 г. - Искусство молодых. Советская Калмыкия.
1983 г. - Прекрасней станет Элиста. Комсомолец Калмыкии.
1983 г. - Хранилище наследства. Комсомолец Калмыкии.
1981 г. - О самодеятельной художнице П.И. Емчигировой.
1983 г. - Палитра наставника. Комсомолец Калмыкии.
1983 г. - Спросить с самого себя. Советская Калмыкия.
1983 г. - Зурачин Солнитренг Орчилн. Халмг Унн.
1984 г. - Народный по призванию. Советская Калмыкия.
1986 г. - Александр Игнатьев. Вступит. статья, каталог, Кыргызстан.
1986 г. - Материалы юбилейного пленума, посвященного 50-летию Союза художников Киргизии и Киргизского Государственного музея Изобразительных искусств. г. Фрунзе.
1987 г. - Материалы к VIII съезду художников Киргизии. г. Фрунзе.
1986 г. - Вся жизнь - диалог (О творчестве Игнатьева А.). Комсомолец Киргизии.
1993 г. – Кыргызское современное народное искусство: определение и классификация. Статья в сборнике «Некоторые аспекты изучения кыргызского искусства», Выпуск 1. Академия наук КР, Бишкек.
1997 г. – Нетленное мастерство. Национальная комиссия КР по делам ЮНЕСКО, г.Бишкек
1999 г. – О народном творчестве кыргызов: взгляд на проблему и пути ее решения. В сборнике «Некоторые аспекты изучения кыргызского искусства». Выпуск 2. НАН, г.Бишкек.
1999 г. – К проблемам семантики кыргызского орнамента в его исторической динамике. В сборнике «Некоторые аспекты изучения кыргызского искусства». Выпуск 2. НАН, г.Бишкек
1999 г. – Манас, Матисс и Белек Жумабаев. В сборнике «Материалы республиканской научно-теоретической конференции «Через неустанный кропотливый труд к процветанию»», посвященной Дням эпоса «Манас» в КГУСТА. КГУСТА, Гос.дирекция по пропаганде эпоса «Манас».
1999 г. – Серия офортов «Читая Айтматова» Романа Эйхорна. В сборнике «Чингиз Айтматов и духовная культура».
1999 г. – Керамика, фитодизайн, музыка. Журнал «Курак». Фонд «Сорос-Кыргызстан», № 1.
2000 г. – Современное искусство Кыргызстана. CD по заказу Швейцарского центра в КР.
2001 г. – Выставка графики Афанасия Мунхалова в Кыргызстане. Фонд «Сорос-Кыргызстан», № 3.
2001 г. – Заметки о музее. Межтысячелетье.
2001 г. – Пути развития современного декоративно-прикладного искусства Кыргызстана. В сборнике «Качественное образование – путь к личному и профессиональному успеху», посвященный 10-летию независимости КР. МО и К КР КГУСТА, г.Бишкек
2001 г. – «Белые ночи» Кыргызстана. Статья в журнале «Мээрим», №5. Фонд «Мээрим».
2002 г. – Декоративное искусство Кыргызстана. Фирма «Филлипс» КНМИИ им.Г.Айтиева
2003 г. – Вступительная статья к альбому «Сокровища КНМИИ им. Г.Айтиева», альбом.

## Публикации в изданиях
- «Некоторые мысли об орнаменте». Бишкек 2015 г. Журнал «Курак».
- «Творчество Ч. Айтматова – источник новых художественных открытий» в сборнике Бишкек 2015 г. сборники «Роль Ч.Айтматова в диалоге культур «Восток – Запад». Восточный университет им. М. Кашгари.
- Редактор-составитель и автор статьи каталога «Виктор Шестопал» Бишкек, 2016 г. КРСУ им. Б.Н.Ельцина
- Автор текста к каталогу «Турсунбек Койчиев» живопись, г.Бишкек 2020 г. Кыргызпатент.
- Статья к книге «Рамис Рыскулов» г. Бишкек, 2020 г. КРСУ им. Б.Н.Ельцина
- Ольга Петровна Попова (1933-2003). Избранные работы о Киргизском изобразительном искусстве и воспоминания коллег. Сер. "Искусствоведы Кыргызстана. Жизнь и труды" Санкт-Петербург, 2021 Издательство: Центр научно-производственных технологий "Астерион", "Одна из первых" - стр. 126-127

## Сообщения, доклады
1. Образ современника в калмыцкой скульптуре, "Проблемы развития калмыцкого искусства", семинар, г. Элиста, 1979 г.
2. Монументальная и станковая скульптура Калмыкии, "Проблемы развития национального искусства Калмыкии", г. Элиста, 1982 г.
3. Проблемы комплектования фондов в калмыцкой государственной картинной галерее, "Вопросы комплектования и пропаганда художественных ценностей", г. Ижевск, 1983 г.
4. К вопросу о сохранении и развитии видов народного искусства калмыков, конференция Общества охраны памятников истории и культуры, г. Элиста, 1980 г.
5. Пропаганда ценностей художественной культуры среди трудящихся. Сообщение на республиканском семинаре лекторов по теме: "Учет особенностей аудитории - важный фактор повышения эффективности лекционной пропаганды", г. Элиста. Общество "Знание"
6. Резервы и перспективы калмыцкой картинной галереи в пропаганде ценностей культуры на селе. Ленинград, Русский музей, Конференция "Музей - селу", 1984 г.
7. Проблемы сохранения и развития киргизского народного искусства. Конференция по итогам выставки "Народного искусство Киргизии, г. Фрунзе, 1989 г.